# Williamson (Illinois)
Pour les articles homonymes, voir Williamson.
Williamson est un village du comté de Madison dans l'Illinois, aux États-Unis,. Il est situé au nord du comté. Le village est incorporé le  13 mai 1907.

## Démographie
Lors du recensement de 2010, le village comptait une population de 230 habitants. Elle est estimée, en 2016, à 224 habitants.

### Source de la traduction
- (en) Cet article est partiellement ou en totalité issu de l’article de Wikipédia en anglais intitulé « Williamson, Illinois » (voir la liste des auteurs).